# Динамизм (направление)
Динамизм (от др.-греч. δύναμις — сила) — творческое направление, провозглашающее отказ от стремления к «новому» и обращение к личности. Динамисты ставят превыше всего категорию «силы», которую определяют как «причину возникновения чего-либо, ощущение или представление, направленное на утверждение жизни».

## Основные идеи
Изложены в «Принципах динамистов» и представляют собой четыре положения:
1. Отказ от стремления к новому.
2. Личность автора.
3. Обращение к Другому.
4. Понятие «силы».

Под первым подразумевается «не отвержение развития, не саморазрушение, не безвольность; важно понимать, что в идею „отказа от нового“ динамисты вкладывают внутренний отказ от навязанного обществом стремления созидать „новое“; динамисты отчетливо видят и чувствуют, как общество ставит условие: либо ты делаешь новое, либо ты посредственность».
Второй принцип подразумевает под собой «необходимость утверждения авторской индивидуальности и жизни».
Третий — «формирует приближенность воспринимающего к самому себе, ведь познание собственной личности не обходится без познания Другого».
Четвёртый принцип даёт определение понятия «силы»: «Сила — причина возникновения чего-либо, ощущение или представление, направленное на утверждение жизни. Сильный признаёт своё право на дерзновение (от др.-греч. ὕβρις), признаёт власть, которую несут его действия-тексты».